# متیو کریگ
متیو کریگ (انگلیسی: Matthew Craig؛ زادهٔ ۱۶ آوریل ۲۰۰۳) بازیکن فوتبال اهل بریتانیا است که در حال حاضر به صورت قرضی از باشگاه فوتبال تاتنهام هاتسپر برای باشگاه فوتبال منزفیلد تاون بازی می‌کند. 
وی همچنین در تیم‌های ملی فوتبال زیر ۱۹ سال اسکاتلند و زیر ۲۱ سال اسکاتلند بازی کرده است.